# Henk Knopers
Hendrik Jan (Henk) Knopers (Almelo, 26 oktober 1918 – 25 december 2001) was een Nederlands politicus van de PvdA.
In de meidagen van 1940 was hij als dienstplichtig sergeant ingezet bij de verdediging van de Grebbeberg. Hij voerde het bevel over een van de twee stukken pantserafweergeschut die onder leiding stonden van sergeant Chris Meijer. Deze laatste besloot op 11 mei 1940 op eigen initiatief de stelling bij de Grebbeberg te verlaten en met dat pantserafweergeschut naar de Vesting Holland te gaan. Een dag later werd Meijer door de krijgsraad in verband met desertie ter dood veroordeeld en later die dag geëxecuteerd.
Knopers was referendaris bij de gemeentesecretarie te Zutphen voor hij midden 1966 benoemd werd tot burgemeester van de gemeente Dodewaard. Daar werd tijdens zijn burgemeesterschap de Kerncentrale Dodewaard in bedrijf genomen. In mei 1972 volgde zijn benoeming tot burgemeester van Borculo wat hij tot november 1983 zou blijven. Eind 2001 overleed hij op 83-jarige leeftijd.